# 刘成 (缾侯)
劉成（前2世紀—前69年），西漢菑川靖王劉建之子。
元鼎元年（前116年）封缾侯，事蹟有舉報劉澤意圖謀反有功，增加封邑，在位47年薨，諡號敬。
| 西漢缾侯國（前116年－9年） |      |            |      |          |                 |
| 傳位                       | 世   | 稱號及諡號 | 姓名 | 在位年數 | 在位時間        |
| 第1任                      | 始封 | 缾敬侯     | 劉成 | 47年     | 前116年－前69年 |
| 第2任                      | 二世 | 缾頃侯     | 劉龍 | 5年      | 前68年－前63年  |
| 第3任                      | 三世 | 缾原侯     | 劉融 | ？       | 前63年－？      |
| 第4任                      | 四世 | 缾侯       | 劉閔 | ？       | ？－9年         |
| 王莽篡位，國除             |      |            |      |          |                 |